# Korg RADIAS

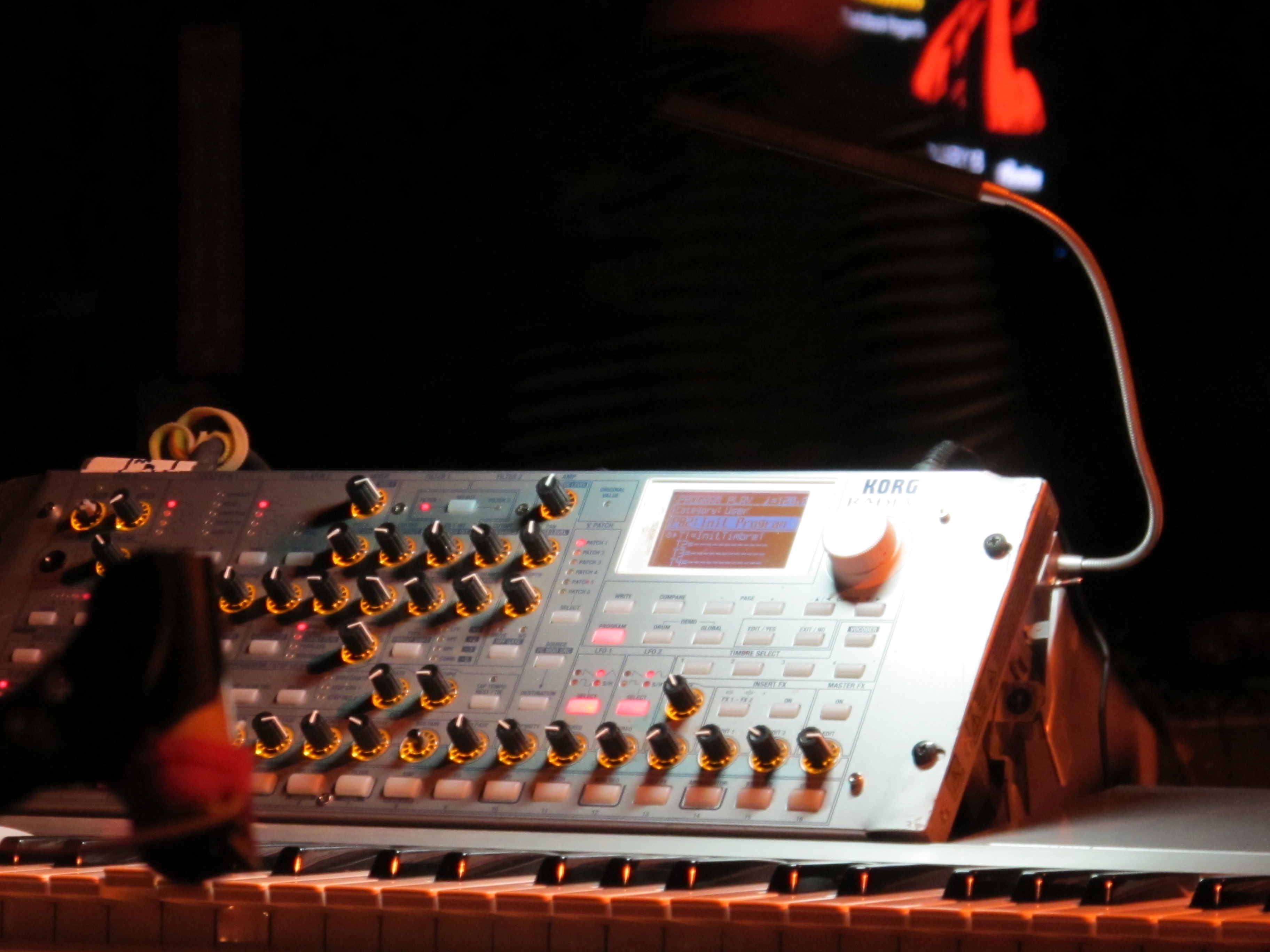
Korg RADIAS

Korg RADIAS — це віртуальний аналоговий синтезатор і вокодер, випущений компанією Korg у 2006 році. Механізм RADIAS MMT (технологія багаторазового моделювання) базувався на модулі синтезатора Korg OASYS, забезпечуючи кілька різних методів синтезу, два з яких можна поєднувати в одному голосі, наприклад, синтез фазових спотворень можна поєднувати з субтрактивним синтезом. Різні методи синтезу, які використовує MMT, представляють більшість методів, які історично використовувалися в інших синтезаторах Korg: цифровий хвилеводний синтез Korg вперше використав у Korg Z1, а синтез фазових спотворень вперше використав у Korg DS-8. Ця гнучкість дозволяє дуже реалістично емулювати минулі синтезатори Korg (як цифрові, так і аналогові), хоча тримається подалі від спроб емуляції Korg M1 і Korg Wavestation (ці синтезатори використовували імпульсно-кодову модуляцію, синтез на основі семплів і секвенування хвиль). векторний синтез відповідно, те, що MMT не емулює). Окрім використання вбудованих сигналів (цифрових і аналогових емуляцій) для створення звуку, RADIAS дозволяє вводити зовнішній сигнал, який може бути направлений через різні пристрої формування звуку (фільтри / конверти висоти тону тощо). RADIAS має вичерпну специфікацію матричної модуляції, а для подальшого покращення звуку модуль Wave Shaper дозволяє використовувати різні ефекти спотворення звуку.

## Особливості Radias
- Подвійний фільтр, який дозволяє не тільки використовувати два фільтри в різних конфігураціях для кожного тембру, але й «морфінгувати» різні типи фільтрів.
- Formant Motion Record дозволяє записувати вимовлені фрази, а потім запускати їх на клавіатурі за допомогою функції Vocoder.
- Modulation Sequencer, «віртуальний аналоговий секвенсор», який імітує аналогову послідовність, крок 3 * 16.
- Віртуальний патч, спочатку розроблений на Korg MS2000, шість «віртуальних патчів» дозволяють будь-якому з 15 джерел модуляції направляти будь-який з 15 параметрів, які можна модулювати.

## Відомі користувачі
- JR Rotem[2]
- Сенді Ві[3]
- Феррі Корстен[4]
- Tangerine Dream[5]

## Подальше читання
- Test Tones: Korg Radias. Future Music (вид. U.S.). February 2007. с. 82—5. ISSN 1553-6777. OCLC 57054243.